# Station Fouquereuil
Station Fouquereuil is een spoorwegstation in de Franse gemeente Fouquereuil.